# الحیات (کتاب)
الحیات، مجموعه‌ای از معارف اسلامی اثر محمدرضا حکیمی، محمد حکیمی و علی حکیمی است که تا کنون دوازده جلد از آن به چاپ رسیده. این مجموعه کتاب دایرةالمعارف اسلام و شیعی بالاخص در زمینه اقتصاد اسلامی خوانده می‌شود و در کشورهای اسلامی اقبال خاصی از آن شده و به چندین زبان ترجمه شده‌است. اصل کتاب به زبان عربی بوده که احمد آرام آنرا به فارسی برگردانده است.

## مباحث
این کتاب در دو جلد اول خود به معارف اسلامی به‌طور کلی پرداخته‌است. جلد سوم تا ششم خاص مبحث اقتصادی اسلام است. غالب شهرت کتاب مربوط به جلدهای ۳ تا ۶ است. در این کتب، نویسندگان از منظر آیات و روایات با نگرشی امروزی و ناظر به نیازهای اجتماعی به اقتصاد اسلامی و عدالت اقتصادی و اجتماعی پرداخته‌اند.
جلدهای ۷ و ۸ این مجموعه توسط انتشارات دلیل ما به طبع رسیده‌است که در زمینه جایگاه و ارزش انسان و معرفی ارزشمندترین وجودی آن و مسئولیت‌های انسان در قبال خداوند، قرآن، معصومین و جامعه صحبت می‌کند. بخشی از جلد نهم این مجموعه با عنوان حکومت اسلامی در سال ۱۳۹۱ توسط انتشارات دلیل ما منتشر شده‌است. این مجموعه بر اساس نظر نویسندگان آن تا ۱۴ مجلد ادامه خواهد داشت

## جوایز
این کتاب در سال ۱۳۹۵ به عنوان کتاب سال برتر حوزه علمیه در همایش کتاب سال حوزه به همراه هشت اثر دیگر معرفی شد.